# Karavostási (Magne)
Karavostási (en grec moderne : Καραβοστάσι) est un village du  dème du Magne-Oriental, dans le district régional de Laconie, en Grèce. 

## Geographie
Karavostási est situé dans la baie d’Ítylo et fait partie de la communauté locale d'Ítylo. 

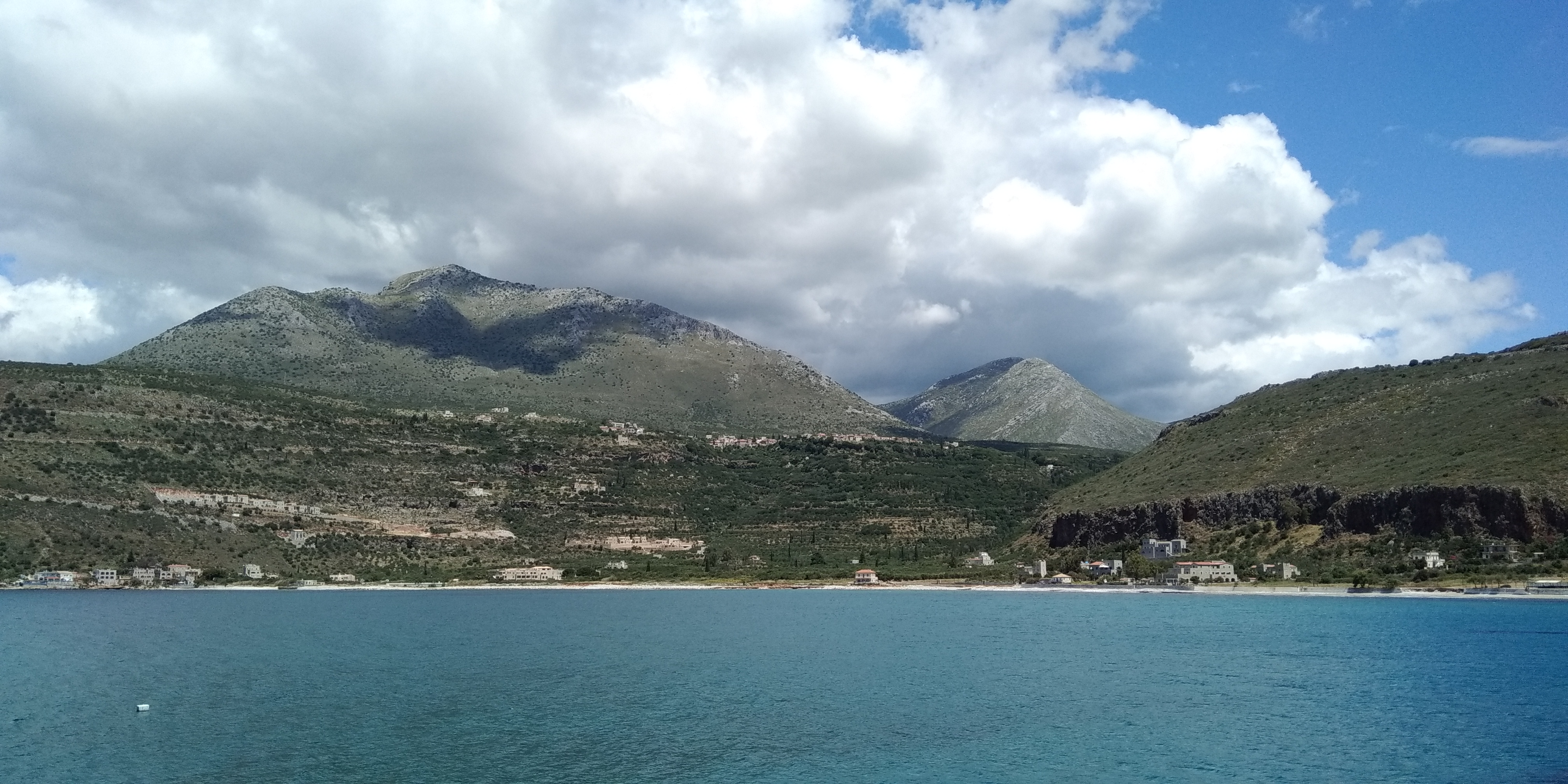
Vue de Karavostási et Ítylo.

## Tourisme
Karavostási est une petite station balnéaire avec une plage de galets longue de 500 m environ: